# Посуньки
Посуньки (укр. Посуньки) — село,
Дмитровский сельский совет,
Верхнеднепровский район,
Днепропетровская область,
Украина.
Код КОАТУУ — 1221084109. Население по переписи 2001 года составляло 401 человек.

## Географическое положение
Село Посуньки примыкает к городу Вольногорск и селу Кринички.
По селу протекает пересыхающий ручей с запрудой.
Рядом проходят автомобильная дорога Т-0415 и
железная дорога, станция Вольногорск в 1-м км.